# Abudefduf
Abudefduf là chi cá biển duy nhất thuộc phân họ Glyphisodontinae nằm trong họ Cá thia. Những loài trong chi này được tìm thấy ở những vùng biển nhiệt đới của cả ba đại dương là Ấn Độ Dương, Thái Bình Dương và Đại Tây Dương.

## Từ nguyên
Từ định danh của chi, Abudefduf, cũng chính là tên thông thường bằng tiếng Ả Rập của loài A. sordidus, vốn được ghép từ ba âm tiết: ʾabū ("người cha", tiền tố mang nghĩa là "một loài vật có hoặc giống với gì đó"), def ("mặt bên") và duf (hậu tố dùng để nhấn mạnh). Tên gọi hàm ý đề cập đến các dải sọc đen nổi bật ở hai bên thân của những loài thuộc chi này (trừ A. sparoides).

## Các loài
Có tất cả 21 loài được công nhận trong chi này, được chia thành 3 phân chi:
- Phân chi Glyphisodon (nhánh saxatilis):
  - Abudefduf abdominalis (Quoy & Gaimard, 1825)
  - Abudefduf bengalensis (Bloch, 1787)
  - Abudefduf caudobimaculatus Okada & Ikeda, 1939[4]
  - Abudefduf conformis Randall & Earle, 1999
  - Abudefduf hoefleri (Steindachner, 1881)
  - Abudefduf lorenzi Hensley & Allen, 1977
  - Abudefduf margariteus (Cuvier, 1830)
  - Abudefduf natalensis Hensley & Randall, 1983
  - Abudefduf nigrimargo Wibowo, Koeda, Muto & Motomura, 2018[5]
  - Abudefduf saxatilis (Linnaeus, 1758)
  - Abudefduf sexfasciatus (Lacépède, 1801)
  - Abudefduf sparoides (Quoy & Gaimard, 1825)
  - Abudefduf troschelii (Gill, 1862)
  - Abudefduf vaigiensis (Quoy & Gaimard, 1825)
  - Abudefduf whitleyi Allen & Robertson, 1974
- Phân chi Euschistodus (nhánh taurus):
  - Abudefduf concolor (Gill, 1862)
  - Abudefduf declivifrons (Gill, 1862)
  - Abudefduf taurus (Müller & Troschel, 1848)
- Phân chi Abudefduf (nhánh sordidus):
  - Abudefduf notatus (Day, 1870)
  - Abudefduf septemfasciatus (Cuvier, 1830)
  - Abudefduf sordidus (Forsskål, 1775)

## Sinh thái học
Sự hình thành loài ở Abudefduf đã xuất hiện từ khoảng 24 triệu năm trước và diễn ra trong vòng 10 triệu năm qua. Các thành viên của nhánh saxatilis có cơ thể nhỏ hơn, sống thành đàn (thường là những đàn lớn) và ăn động vật phù du ở tầng nước giữa. Các thành viên còn lại của nhánh taurus và sordidus có cơ thể to hơn, là những loài kiếm ăn ở tầng đáy mà thức ăn chủ yếu là tảo. Nhánh sordidus có thể ăn thêm nhiều loài phù du so với nhánh taurus. Tuy nhiên, hai nhánh saxatilis và sordidus lại có quan hệ gần nhau nhất, và A. notatus (nhánh sordidus) từ loài ăn tảo đang dần tiến hóa thành loài ăn sinh vật phù du.